# 粗齿铁线莲
粗齿铁线莲（学名：Clematis argentilucida）为毛茛科铁线莲属下的一个种。

## 扩展阅读
維基物種上的相關：粗齿铁线莲